# Deflexula fascicularis
Deflexula fascicularis är en svampart som först beskrevs av Bres. & Pat., och fick sitt nu gällande namn av Corner 1950. Deflexula fascicularis ingår i släktet Deflexula och familjen mattsvampar.   Inga underarter finns listade i Catalogue of Life.